# Nati nel 1505
| Questa pagina contiene informazioni ricavate automaticamente dalle voci biografiche con l'ausilio del template Bio e di un bot. L'aggiornamento è periodico e automatico e ricostruisce completamente la pagina. Se manca una persona in questa lista, sei pregato di non aggiungerla, ma accertati piuttosto che la sua voce biografica contenga il template Bio e che i dati anagrafici siano correttamente compilati. Se il template Bio manca, inseriscilo tu stesso o, in alternativa, metti l'avviso {{tmp\|Bio}} che ne segnala la mancanza. Se i dati riportati sono sbagliati, correggi direttamente la voce biografica; le modifiche saranno visibili in questa lista entro pochi giorni. Per chiarimenti vedi il progetto biografie. La lista contiene solo le 67 persone che sono citate nell'enciclopedia e per le quali è stato implementato correttamente il template Bio. Pagina aggiornata al 10 giu 2025. |

## Gennaio(2)
- 13 gennaio - Gioacchino II di Brandeburgo, nobile tedesco († 1571)
- 30 gennaio - Thomas Tallis, compositore inglese († 1585)

## Febbraio(3)
- 4 febbraio - Mikołaj Rej, poeta polacco († 1569)
- 5 febbraio - Aegidius Tschudi, storico, cartografo e politico svizzero († 1572)
- 25 febbraio - Domenico Giunti, architetto, pittore e ingegnere italiano († 1560)

## Marzo(2)
- 16 marzo - Francesco Balbi da Correggio, scrittore e militare italiano († 1589)
- 22 marzo - Anton Francesco Grazzini, poeta, scrittore e commediografo italiano († 1584)

## Maggio(2)
- 19 maggio - Giovan Girolamo de' Rossi, vescovo cattolico e umanista italiano († 1564)
- 31 maggio - Lucrezia Pico Rangoni, nobildonna italiana († 1550)

## Luglio(2)
- 10 luglio - Luigi Capponi, letterato italiano († 1584)
- 17 luglio - Janet Stewart, nobildonna scozzese († 1563)

## Settembre(3)
- 15 settembre - Maria d'Asburgo († 1558)
- 19 settembre - Alessandro d'Este, nobile († 1505)
- 23 settembre - Anna di Laval, nobile francese († 1554)

## Novembre(1)
- 23 novembre - Ercole Gonzaga, cardinale italiano († 1563)

## Dicembre(3)
- 18 dicembre - Philipp von Hutten, esploratore tedesco († 1546)
- 21 dicembre - Thomas Wriothesley, I conte di Southampton, nobile e politico britannico († 1550)
- 25 dicembre - Cristina di Sassonia, nobile tedesca († 1549)

## Senza giorno specificato(49)
- Jacques d'Albon de Saint-André, militare francese († 1562)
- Pomponio Amalteo, pittore italiano († 1588)
- Asakura Kagetoshi, militare giapponese († 1572)
- Viglius van Aytta, politico olandese († 1577)
- Francesco Bandini Piccolomini, arcivescovo cattolico italiano († 1588)
- Luigi Bardone, teologo italiano († 1588)
- Giovan Battista Bellaso, crittografo italiano
- Violante Bentivoglio, marchesa († 1572)
- Tommaso Bernabei detto il Papacello, pittore italiano († 1559)
- Camillo Boccaccino, pittore italiano († 1546)
- Bernardino Cantone, architetto svizzero
- Lodovico Castelvetro, filologo e critico letterario italiano († 1571)
- William Cavendish, politico inglese († 1557)
- Luca Contile, letterato, commediografo e poeta italiano († 1574)
- Alonso de Córdoba, spagnolo († 1589)
- Paolo Del Rosso, letterato e traduttore italiano († 1569)
- Ensapa Lobsang Döndrup, monaco buddhista tibetano († 1568)
- Girolamo Foscari, vescovo cattolico italiano († 1563)
- Enno II della Frisia orientale, conte († 1540)
- Fermo Ghisoni da Caravaggio, pittore italiano († 1575)
- Giorgio d'Austria, arcivescovo cattolico austriaco († 1557)
- Giulio Cesare Gonzaga di Novellara, patriarca cattolico italiano († 1550)
- Pirro Gonzaga, cardinale italiano († 1529)
- António de Gouveia, umanista portoghese († 1566)
- Hans Haller, orafo tedesco († 1547)
- Michel de l'Hôspital, scrittore e politico francese († 1573)
- Léonard Limosin, orafo